# 才田修二
才田 修二（さいた しゅうじ、1988年8月14日 - ）は、日本のラグビー選手。

## プロフィール
- 福岡県出身。
- ポジションはプロップ(PR)。
- 身長 180cm、体重 115kg
- ニックネームはさいブー。
- U19日本代表スコッドに選ばれたことがある[1]。
- 弟の智（現・S東京ベイ）もラグビー選手[2]。

## 略歴
2007年、東福岡高校卒業後、同志社大学に入る。なお東福岡高校時代、第30回高校東西対抗試合に西軍として出場した。
2011年、同志社大学卒業後、近鉄ライナーズ(現・花園近鉄ライナーズ)に加入。同年10月30日に行われたジャパンラグビートップリーグ第1節のコカ・コーラウエストレッドスパークス戦に途中出場で公式戦初出場を果たす。
2022年、花園近鉄ライナーズを退団した。